# Porto Franco
Porto Franco é um município brasileiro do estado do Maranhão. Sua população estimada em 2020 é de 24.092 habitantes. O município é banhado pelo Rio Tocantins, cortado pelas rodovias federais BR-010 (Belém-Brasília) e BR-226, pela rodovia estadual MA-336 e pela Ferrovia Norte-Sul. Em seu distrito industrial está instalada a BIOMA (usina de biodiesel) e uma unidade da Algar Agro (óleo refinado de soja).
A cidade é conhecida por suas grandes festas e pelo povo acolhedor, o que faz com que seu carnaval seja conhecido em toda região e nos estados vizinhos. 
A cidade é sede da Região de Planejamento da Chapada das Mesas.

## História
A povoação das terras onde hoje se encontra a sede do município se deu no fim do século XIX, a princípio por pessoas provindas da então Boa Vista, atual Tocantinópolis, fugidas dos conflitos locais, e viam na outra margem do Rio Tocantins um local seguro. Mas, seu povoamento definitivo se deu por meio do comércio de produto manufaturados provenientes de Belém do Pará.
Com a construção da Rodovia Belém-Brasília, a partir de 1958, no governo do presidente Juscelino Kubitschek, resultou num rápido crescimento econômico e populacional do município. Antes da estrada, o município era simplesmente uma pequena localidade às margens do Rio Tocantins.

## Economia
Passa pelo município o Linhão Norte-Sul da empresa de energia Eletronorte. No km 1252 da BR-010 a empresa tem uma subestação que abastece "Sistema Regional Porto Franco" da empresa maranhense Equatorial Energia Maranhão.
O município possui um Distrito Industrial, onde está o Pátio de Integração Multimodal da VLI, situado no quilômetro 190 da Ferrovia Norte-Sul. O Pátio Multimodal abriga as empresas Bunge, Cargill Multigrain e Agrex, que o utilizam para operações de carga, transbordo e armazenagem de grãos.
Também no Distrito Industrial, o Grupo Algar, de Uberlândia, Minas Gerais, instalou uma unidade industrial produtora de óleo de soja, denominada ALGAR AGRO.
As agências bancárias da cidade são o Banco do Brasil, o Bradesco e o Banco do Nordeste.

## Governo
O prefeito eleito nas eleições de 2020 foi Deoclides Antônio Santos Neto Macedo, do PDT e sua vice, Ivana Brito de Abreu, do PL.
Câmara Municipal, vereadores eleitos em 2018: Gedeon Goncalves dos Santos (Amigão), Felipe Mota Aguiar, Durval Feitosa Barros (Neto), Professora Nalva Veras da Silva Morais, Francisco Farias Lopes (Cafimfim), Rogério da Van, Edivan Pereira Miranda (Edivan da Saúde), Saló Geré, Edidácio Lopes.

## Esporte e lazer
O principal local dos eventos esportivos e culturais é o Estádio Manoel Panelada, com arquibancadas para cinco mil pessoas, podendo sediar eventos noturnos. É o estádio onde o time local, Porto Franco Futebol Clube manda seus jogos nos campeonatos regionais.
A beira-rio e o Parque de Exposições Alfredo Santos oferecem outras alternativas de lazer para população local e da região.
O carnaval de rua é uma tradição da cidade, atraindo turistas de várias regiões do país.